# Katori (lớp tàu tuần dương)
Lớp tàu tuần dương Katori (tiếng Nhật: 香取型練習巡洋艦, Katori-gata renshū-junyōkan) là những tàu tuần dương hạng nhẹ của Hải quân Đế quốc Nhật Bản. Ban đầu được dự định như những tàu huấn luyện, chúng được sử dụng trong Chiến tranh Thế giới thứ hai như tàu chỉ huy hải đội. Bốn chiếc được vạch kế hoạch nhưng chỉ có ba chiếc được hoàn tất, và chỉ có một chiếc còn sống sót sau chiến tranh.

## Thiết kế
Lớp Katori được đặt hàng để hoạt động như những tàu huấn luyện trong Ngân sách Hải quân Bổ sung vào các năm 1937 và 1939. Tất cả chúng đều được chế tạo tại xưởng tàu của hãng Mitsubishi tại Yokohama. Tuy nhiên, trong chiến tranh Thái Bình Dương của cuộc Chiến tranh Thế giới thứ hai, chúng được sử dụng như là soái hạm quản lý cho nhiều hải đội khác nhau, như chỉ huy tàu ngầm hoặc các hải đội hộ tống. Chúng được nâng cấp khi chiến tranh tiếp diễn với các vũ khí phòng không bổ sung và mìn sâu chống tàu ngầm.

## Lịch sử hoạt động
Katori (香取) được đưa vào hoạt động ngày 20 tháng 4 năm 1940. Nó được phân về Hạm đội 6 đặt căn cứ tại Kwajalein. Ngày 1 tháng 2 năm 1942, nó bị máy bay ném bom-ngư lôi từ tàu sân bay Enterprise tấn công và bị hư hại, buộc phải quay về Yokosuka để sửa chữa. Trong cuộc tấn công lên Truk vào các ngày 17-18 tháng 2 năm 1944, nó trúng phải một ngư lôi phóng từ máy bay. Vài giờ sau, nó lại bị tấn công và bị đánh chìm bởi hải pháo 406 mm (16 inch) của thiết giáp hạm Iowa và không có người nào sống sót.
Kashima (鹿島) được đưa vào hoạt động ngày 31 tháng 5 năm 1940. Từ tháng 12 năm 1941, nó là soái hạm của Hạm đội 4 đặt căn cứ tại Truk. Sang năm 1942 nó hỗ trợ cho các cuộc đổ bộ lên Rabaul, Kavieng, Tulagi và New Guinea. Cuối năm 1943 nó đảm trách vai trò huấn luyện tại Kure. Sau khi ở trong ụ tàu từ tháng 11 năm 1943 đến tháng 1 năm 1944, nó hoạt động như một tàu vận chuyển, rồi được cải biến cho vai trò chống tàu ngầm vào cuối năm 1944. Sau chiến tranh nó được sử dụng trong việc hồi hương binh lính Nhật Bản ở nước ngoài, rồi bị tháo dỡ vào những năm 1946-1947.
Kashii (香椎) được đưa vào hoạt động ngày 15 tháng 7 năm 1941. Nó được phân công chiếm đóng Thái Lan và Malaya vào cuối năm 1941, và sang năm 1942 tham gia việc chiếm đóng Bắc Sumatra và Miến Điện. Vào năm 1943, nó thực hiện các chuyến đi vận chuyển binh lính và tiếp liệu. Đến năm 1944 nó được cải biến cho vai trò chống tàu ngầm. Vào ngày 12 tháng 1 năm 1945, nó bị máy bay Mỹ tấn công ngoài khơi Đông Dương, và bị đánh chìm sau khi trúng một quả ngư lôi và hai quả bom. Chỉ có 19 người trong số 621 thủy thủ đoàn được cứu sống.
Chiếc thứ tư trong lớp Kashiwara (橿原) bị hủy bỏ đang khi chế tạo.

## Những chiếc trong lớp
| Tàu              | Đặt lườn            | Hạ thủy              | Hoạt động           | Số phận |
| Katori (香取)    | 24 tháng 8 năm 1938 | 17 tháng 6 năm 1939  | 20 tháng 4 năm 1940 | Bị thiết giáp hạm USS Iowa đánh chìm ngày 19 tháng 2 năm 1944 ngoài khơi Truk, tọa độ 07°45′B 151°20′Đ / 7,75°B 151,333°Đ |
| Kashima (鹿島)   | 6 tháng 10 năm 1938 | 25 tháng 9 năm 1939  | 31 tháng 5 năm 1940 | Bị tháo dỡ năm 1946 |
| Kashii (香椎)    | 4 tháng 10 năm 1939 | 15 tháng 10 năm 1940 | 15 tháng 7 năm 1941 | Bị máy bay Mỹ đánh chìm ngoài khơi Đông Dương ngày 12 tháng 1 năm 1945 13°50′B 109°20′Đ / 13,833°B 109,333°Đ              |
| Kashiwara (橿原) |                     |                      |                     | Chưa hoàn tất |